# 1098 в Україні

## Події
- Захоплення міста Володимира на Волині Великим князем київським Святополком Ізяславичем та переяславським князем Володимиром Мономахом, прогнавши Давида Ігоровича.
- Спорудження в Переяславі на замовлення князя Володимира Всеволодовича (Мономаха) Успенського собору.

## Особи

### Померли
- Василь і Феодор Печерські — двоє києво-печерських святих, преподобномученики.
- Єфре́м II Переясла́вський — церковний діяч, святий XI–XII століть, єпископ Переяслава, пізніше митрополит Київський.

## Засновані, створені
- Успенський собор у Переяславі.

## Видання, твори
- енциклопедичний збірник Ізборник Святослава[1].

## Пам'ятні дати та ювілеї
- 200 років з часу (898 рік):
  - Облоги Києва — нападу кочівників-угорців на чолі з ханом Алмошем на Київ в ході їх кочування на захід і попередній завоюванню батьківщини на Дунаї (з центром в Паннонії)[2].
  - першої писемної згадки про місто Галич[3][4][5] — колишньої столиці Галицько-Волинського князівства, наймогутнішої твердині на південно-західних давньоруських землях, а нині — центру Галицької міської громади Івано-Франківської області.
- 25 років з часу (1073 рік):

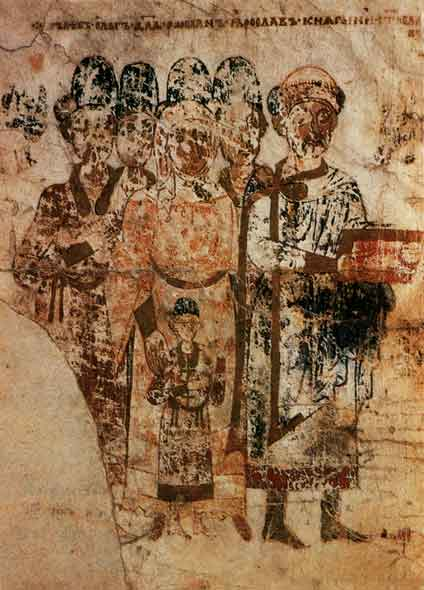
Зображення Святослава Ярославича в «Ізборнику» 1073 року

- - розпаду триумвірату в результаті захоплення великокняжого престолу Святославом Ярославичем (до 1076 року) за допомогою брата Всеволода[1].
  - укладення енциклопедичного збірника Ізборник Святослава[1].

### Видатних особистостей

#### Народження
- 100 років з часу (898 рік):
  - народження Анастасії Ярославни, королеви Угорщини (1046—1061 рр.) з династії Рюриковичів, дружини короля Андраша I; наймолодша дочка Ярослава Мудрого та Інгігерди, сестри королеви Франції Анни Ярославни та королеви Норвегії Єлизавети Ярославни (пом 1074).

#### Смерті
- 25 років з часу (1073 рік):

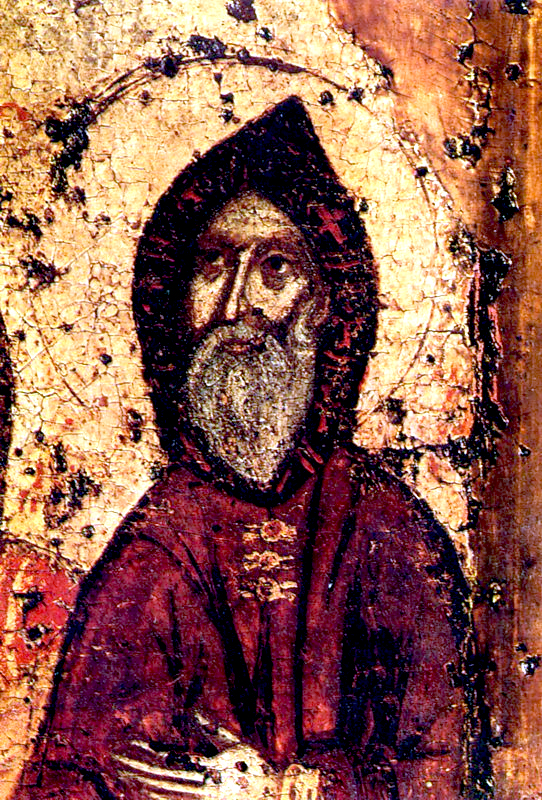
Фрагмент Свенської ікони Божої Матері

- - смерті Антонія Печерського, церковного діяча Русі-України, одного із засновників Києво-Печерського монастиря і будівничого Свято-Успенського собору (нар 983)[6][7];